# Nicaraguanskt teckenspråk
Nicaraguanskt teckenspråk, spanska: Idioma de Señas de Nicaragua (ISN), är ett teckenspråk som har utvecklats spontant i Nicaraguas huvudstad Managua. Antalet utövare är omkring 3 000 personer.
Språket utvecklades av barnen själva på två skolor för döva under slutet av 1970- och 1980-talet. Lärarna kunde inte förstå barnens tecken förrän de fick hjälp av en språkforskare från USA. Det nicaraguanska utbildningsdepartementet tog 1986 dit Judy Kegl från Northeastern University i Boston. Språkforskare fick här ett unikt tillfälle att bevittna ett nytt språks födelse och utveckling.